# Malurus cyanocephalus
Malurus cyanocephalus е вид птица от семейство Maluridae.

## Разпространение
Видът е разпространен в Индонезия и Папуа Нова Гвинея.